# Municipio de Redding (Indiana)
El municipio de Redding (en inglés: Redding Township) es un municipio ubicado en el condado de Jackson en el estado estadounidense de Indiana. En el año 2010 tenía una población de 4233 habitantes y una densidad poblacional de 47,22 personas por km².

## Geografía
El municipio de Redding se encuentra ubicado en las coordenadas 39°1′10″N 85°50′58″O / 39.01944, -85.84944. Según la Oficina del Censo de los Estados Unidos, el municipio tiene una superficie total de 89.64 km², de la cual 88.21 km² corresponden a tierra firme y (1.59%) 1.43 km² es agua.

## Demografía
Según el censo de 2010, había 4233 personas residiendo en el municipio de Redding. La densidad de población era de 47,22 hab./km². De los 4233 habitantes, el municipio de Redding estaba compuesto por el 95.94% blancos, el 0.5% eran afroamericanos, el 0.24% eran amerindios, el 1.28% eran asiáticos, el 0.02% eran isleños del Pacífico, el 0.78% eran de otras razas y el 1.25% pertenecían a dos o más razas. Del total de la población el 2.58% eran hispanos o latinos de cualquier raza.